# آتش خشم
آتش خشم یا خشم آتشین (به انگلیسی: Raging Fire) یک فیلم اکشن هنگ کنگی-چینی محصول سال ۲۰۲۱ به نویسندگی، تهیه‌کنندگی و کارگردانی بنی چان در آخرین تلاش کارگردانی‌اش قبل از مرگش در ۲۳ اوت ۲۰۲۰ است. دانی ین در این فیلم نقش یک پلیس عادل را بازی می‌کند که با دستیار سابقش، با بازی نیکلاس تسه، که برای انتقام از مربی سابق خود به خاطر زندانی کردن او در گذشته، از راه می‌رسد.
این فیلم در ۳۰ ژوئیه ۲۰۲۱ در سرزمین اصلی چین و در ۱۹ اوت ۲۰۲۱ در هنگ کنگ منتشر شد.

## داستان
چونگ سونگ بونگ افسر واحد جنایی منطقه‌ای است که سال‌ها در خط مقدم کار کرد و بسیاری از پرونده‌های بزرگ را شکست. با این حال، به دلیل شخصیت بسیار عادلانه‌اش که بر حرفه‌اش تأثیر گذاشت، او را مطرود می‌دانند، اما سرپرست او، یاو کونگ-نگو، به او به عنوان یک افسر خوب احترام می‌گذارد، اگرچه یاو کاملاً با سبک بیش از حد سخت‌جوش چونگ موافق نیست و معتقد است. گرفتن میانبر یاو موفق می‌شود به سطح چونگ برسد. با این حال، سرنوشت به‌طور غیرمنتظره آنها را به مسیرهای مختلفی می‌کشد و آنها را در برابر یکدیگر قرار می‌دهد.

## تولید
این فیلم برای اولین بار در بازار فیلم و تلویزیون هنگ کنگ ۲۰۱۹ اعلام شد. دانی ین، تهیه‌کننده و بازیگر فاش کرد که این فیلم در ابتدا برای فیلمبرداری در یک کشور خارجی برنامه‌ریزی شده بود، اما او بنی چان، یکی از تهیه‌کنندگان و کارگردانان را متقاعد کرد که برای فیلمبرداری در هنگ کنگ بماند. تولید در آوریل همان سال آغاز شد. در ۶ مه ۲۰۱۹، صحنه ای از پریدن ین از بالکن فیلمبرداری شد و به همین دلیل او را به مدت دو ساعت روی سیم معلق کردند. تولید این فیلم در سپتامبر ۲۰۱۹ به پایان رسید.
در ۲۳ آگوست ۲۰۲۰، کارگردان چان بر اثر سرطان نازوفارنکس درگذشت. گزارش شد که او در حین ساخت فیلم بیمار شده بود و بعداً تشخیص داده شد که به این بیماری مبتلا شده‌است. چان وظایف کارگردانی خود را برای این فیلم به پایان رساند اما به دلیل بیماری نتوانست در مراحل پس‌تولید شرکت کند.